# Grzegorz Mielcarski
Grzegorz Mielcarski (* 19. März 1971 in Chełmno, Polen) ist ein ehemaliger polnischer Fußballspieler.
Er spielte unter anderem in Polen, der Schweiz, Portugal, Spanien und Griechenland. 
Mielcarski spielte zehnmal für die polnische Nationalmannschaft und erzielte ein Tor. Er war auch in einigen Spielen der Kapitän der polnischen Nationalmannschaft.
Nach seiner aktiven Karriere ist er Sportkommentator beim polnischen Fernsehen.

## Erfolge
- Portugiesischer Meister (1996, 1997, 1998, 1999)
- Portugiesischer Pokalsieger (1998)
- Olympische Silbermedaille (1992)